# Live at the Astoria, London
Live at the Astoria, London ist die erste Solo-Konzert-DVD des Rock-Gitarristen Steve Vai. Sie erschien am 21. Oktober 2003 über das Label Favored Nation. Basierend auf dem Live-Mitschnitt wurde auch ein Livealbum namens Live in London als Download veröffentlicht.

## Aufnahme und Auswahl
Die Aufnahmen wurden am 6. und 7. Dezember 2001 im Astoria London getätigt. Neben dem Konzert beinhaltet die DVD auch Kommentare von Vai und dessen Band, Bilder aus dem Backstage und Behind-the-Scenes-Aufnahmen sowie die Steve Vai Diskografie und Aufnahmen der Proben in Los Angeles. Es handelt sich dabei um Steve Vais erste Videoveröffentlichung, die ein komplettes Konzert beinhaltet.
Die Songauswahl umfasst vor allem die zum Zeitpunkt der Veröffentlichung aktuellen Stücke Vais, angereichert um einige ältere Tracks. Das Line-Up besteht neben Vai aus Superstars wie Billy Sheehan (Bass) und Tony MacAlpine (zweite Gitarre) sowie Dave Weiner und Virgil Donati.
Beim Opener Shy Boy singt Sheehan und Vai versteckt sich hinter einem Vorhang. Für die Zugabe Attitude betritt Eric Sardinas die Bühne.

## Verkäufe
| Land                      | Zertifikation | Verkäufe |
| ------------------------- | ------------- | -------- |
| Vereinigte Staaten (RIAA) | 2× Platin     | +200.000 |
| Kanada (Music Canada)     | Gold          | +5.000   |

## Rezeption
Die Musikwebsite Allmusic vergab 3,5 von 5 möglichen Sternen für die DVD. Allmusic-Kritiker Greg Prato befand, dass Vai sich mehr auf das Posen konzentriere, als auf sein Spiel. Mike Borrink vom deutschen Metal-Magazin Rock Hard lobte die DVD. Sein Fazit: „Knappe 150 Minuten später hat man vor lauter akustischer und optischer Highlights (sogar die zuschaltbare Kommentarspur ist tierisch unterhaltsam) seine mittelschwere Maulsperre und die blutigen Knie vergessen und drückt wie in Trance sabbernd auf Repeat. (…) "Live At The Astoria London" ist der erwartete Knaller geworden!“.

## Titelliste DVD

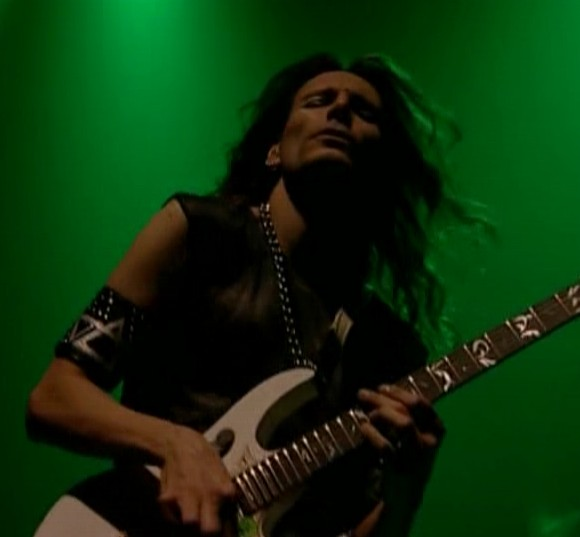
Steve Vai während des Konzerts, 2001

| 1. Shyboy 2. Giant Balls of Gold 3. Erotic Nightmares 4. Blood and Glory 5. Dave-s Party Piece 6. Blue Powder 7. The Crying Machine 8. The Animal 9. Bangkok 10. Tony-s Solo 11. Bad Horsie 12. Chameleon 13. Down Deep into the Pain 14. Fire 15. Little Wing 16. Whispering a Prayer 17. Incantation 18. Jibboom 19. For the Love of God 20. Liberty 21. The Attitude Song | - Backstage Aufnahmen - Behind-the-Scenes Videos - Interviews - Biografien der Band - Steve Vai Diskografie - Proben aus Los Angeles |

## Live in London
Live in London ist ein Livealbum des US-amerikanischen Rockmusikers Steve Vai. Es erschien im Juni 2004 unter dem Label Epic Records und ist nur als Download verfügbar. Die auf dem Album veröffentlichten zwölf Stücke wurden persönlich von Vai ausgesucht und sind dieselben Stücke die auch auf der DVD Live at the Astoria, London enthalten sind.

## Titelliste CD
1. Shyboy – 4:08[8]
2. Erotic Nightmares – 4:19
3. The Crying Machine – 4:33
4. Blue Powder – 6:56
5. The Animal – 6:54
6. Bad Horsie – 8:09
7. Down Deep into the Pain – 3:18
8. Fire – 6:03
9. Little Wing – 4:43
10. Jibboom – 6:29
11. Liberty – 2:05
12. The Attitude Song – 11:32